# Yachad (Deutschland)
Yachad. Vereinigung lesbischer, schwuler und bisexueller Juden und Jüdinnen (hebr. "gemeinsam") ist eine 1995 in Köln gegründete jüdische Homosexuellen-Initiative. Sie engagiert sich für eine stärkere Toleranz und eine Veränderung der diskriminierenden Situation, da die meisten jüdischen Gemeinden in Deutschland konservativ-orthodox geprägt und wenig tolerant gegenüber Homosexuellen sind.

## 1995 bis ca. 2000
Es gab Yachad-Gruppen in Berlin, Hamburg, München, Franken und Köln (Rhein-Main-Gebiet). Yachad wollte einen Rahmen schaffen, in dem es möglich ist, Jüdischsein und Schwul-/Lesbischsein gemeinsam leben zu können. Yachad verstand sich dabei nicht als Alternative zu anderen Institutionen der jüdischen Gemeinden, sondern als spezifische Ergänzung und ein Teil des vielfältigen jüdischen Lebens. Nach und nach lösten sich die Gruppen Ende der 90er Jahre wieder auf.

## Seit 2022
Im Januar 2022 wurde YACHAD Deutschland neues Leben eingehaucht und in Frankfurt am Main als Verein gegründet. YACHAD Deutschland ist die erste Jüdische Rainbow Community in Deutschland. In dieser "bunten" Community sind alle, ob queer oder hetero, non-binär oder trans, willkommen. Der Verein versteht sich als Gestalter eines inklusiven, bunten und vielfältigen Judentums, dass Menschen jeder sexuellen Orientierung und jeder religiösen Strömung einen Raum für aktives jüdisch-religiöses Leben geben will. Der Verein ist unabhängig und selbständig, die Arbeit wird u. a. von der Jüdischen Gemeinde Frankfurt unterstützt.
Im Juli 2023 war YACHAD Deutschland zum 2. Mal mit einem Stand auf dem CSD (Christopher Street Day) in Frankfurt vertreten und nahm erstmals auch an der Parade teil.